# 八木節太郎
八木 節太郎（やぎ せつたろう、1891年（明治24年）10月15日 - 1942年（昭和17年）12月10日）は、大日本帝国陸軍軍人。最終階級は陸軍少将。

## 経歴
1891年（明治24年）に愛媛県で生まれた。陸軍士官学校第25期卒業。1939年（昭和14年）3月9日に陸軍輜重兵大佐に進級し、3月25日に輜重兵第32連隊長に着任。1941年（昭和16年）4月21日に輜重兵監部附となり、7月29日に久留米第二陸軍予備士官学校長に就任した。
1942年（昭和17年）9月21日に第3野戦輸送司令官（第17軍）に就任し、ガダルカナル島に出征した。同島攻防戦で同年12月10日に戦死した。同日任陸軍少将。